# 日枝神社 (川越市寺尾)
日枝神社（ひえじんじゃ）は、埼玉県川越市の神社。

## 歴史
創建年代は不明である。ただ「宝永二年（1705年）」の棟札があることから、その頃までには既に存在していたものと推測される。隣の勝福寺が別当寺であった。
1872年（明治5年）、近代社格制度に基づく「村社」に列せられた。そして「山王社」から「日枝神社」に改称した。1907年（明治40年）の神社合祀により周辺の2社が合祀された。

## 交通アクセス
- 新河岸駅より徒歩21分。